# Franjo Kuharic
Franjo Kuharić (Pribic, Croácia, 15 de abril de 1919 - Zagreb, 11 de março de 2002) foi um croata cardeal da Igreja Católica e arcebispo de Zagreb de 1970 à 1997. 
Foi criado cardeal pelo Papa João Paulo II no consistório de 2 de fevereiro de 1983 com o título de Cardeal-presbítero de São Jerônimo dos Croatas.

## Biografia
Franjo Kuharić nasceu em 15 de abril de 1919 em Pribić como o décimo terceiro e último filho de seus pais pobres, Ivan Kuharić e Ana Blažić.
Em 1934, ele começou sua educação teológica e filosófica no liceu clássico arquidiocesano em Zagreb, e continuou na faculdade. Sua educação foi concluída em 1945. Ele recebeu sua ordenação solene ao sacerdócio em meados de 1945 na Catedral de Zagreb de Alojzije Stepinac e começou seu trabalho pastoral em Zagreb de 1945 a 1964. Sua primeira tarefa pastoral após sua ordenação foi servir como capelão em pequenas aldeias ao redor de Zagreb antes que Stepinac o enviasse como pastor para a aldeia de Radoboj.
Em 1964, Kuharić tornou-se um dos bispos auxiliares da arquidiocese e foi nomeado Bispo Titular de Meta. Ele recebeu sua consagração episcopal como bispo em meados de 1964 de Franjo Šeper na catedral arquidiocesana. Em 1964 e 1965, ele participou – como bispo – das duas últimas sessões do Concílio Vaticano II como Padre Conciliar. Em 1969, ele foi nomeado administrador apostólico da arquidiocese depois que o Cardeal Šeper foi convocado a Roma para assumir uma nova posição que colocou Kuharić no comando da arquidiocese como seu chefe interino. O momento decisivo em seu episcopado veio em 1970 – encerrando a administração interina – depois que o Papa Paulo VI nomeou Kuharić como o mais novo Arcebispo de Zagreb. Foi após sua nomeação que sua alma mater lhe concedeu um doutorado em 1970. Kuharić também serviu como presidente da Conferência Episcopal Iugoslava de 1970 até 1993, quando a conferência foi abolida em vista da criação de uma conferência croata; ele liderou desde o início até 1997. O próximo momento decisivo veio em 1983, depois que o Papa João Paulo II o elevou ao cardinalato como Cardeal-presbítero de San Girolamo dei Croati. Ele se aposentou de sua sé após mais de duas décadas de serviço em meados de 1997 e logo depois perdeu o direito de participar de um futuro conclave papal após completar 80 anos em 1999.
Em 1991, o conflito pela independência estourou e Kuharić implorou por paz e perdão de ambos os lados, enquanto pedia a ambos os lados que negociassem para o bem da nação. Ele reiterou a mesma coisa durante a Guerra da Bósnia, mais tarde naquela década. O cardeal também criticou a corrupção do governo do presidente Franjo Tuđman, embora os oponentes do cardeal acusassem o último de ser muito próximo de alguns dos aliados do presidente.
O cardeal hospedou João Paulo II na arquidiocese na visita deste último em 1994 e também hospedou o papa mais uma vez em 1998 para a beatificação do cardeal Stepinac. Ele fez uma série de viagens internacionais para visitar católicos croatas no exterior. Sua primeira visita foi aos Estados Unidos da América e Canadá de 14 de outubro a 22 de novembro de 1970. Ele fez uma visita à América do Sul, bem como duas à África do Sul e três à Austrália. Ele fez oito visitas no total aos Estados Unidos e Canadá (a viagem de 1970 foi a primeira).
Kuharić estava doente há algum tempo antes de morrer às 4h20 da madrugada de 11 de março de 2002 em Zagreb no palácio arquidiocesano devido a uma parada cardíaca (de acordo com o núncio apostólico Giulio Einaudi); seu funeral foi celebrado em 14 de março e os restos mortais foram enterrados na catedral metropolitana e repousam perto dos túmulos de seus dois predecessores imediatos. João Paulo II – em um telegrama de condolências – disse que "ele deu um testemunho consistente de Cristo" por meio de suas ações e começou a "infundir confiança e coragem nos fiéis" em tempos de luta. O presidente Stjepan Mesić – em uma carta à arquidiocese de Zagreb – disse que "ele pregou a paz" como uma mensagem central de sua vida episcopal.